# Maṣīra
L'isola di Maṣīra (in arabo جزيرة مصيرة‎?, Jazīrat Maṣīra) o Masira o Masirah (àrab: مصيرة) si trova nella parte dell'oceano Indiano che viene chiamato Mar Arabico, al largo della costa dell'Oman, del quale fa parte.
Da nord a sud è lunga circa 65 km, mentre ha una larghezza che varia tra i 12 ed 16 km, per una superficie totale di 649 km²; la popolazione è di circa 12.000 abitanti ed il centro principale è Dawwāh, nella porzione settentrionale dell'isola. Le principali attività sono la pesca e le manifatture tessili tradizionali. Nel passato l'isola ha ospitato basi militari britanniche e poi statunitensi.
Masirah si trova a circa 518 chilometri da Mascate, la capitale omanita, e può essere raggiunta tramite un traghetto che salpa dalla località di Shannah. La traversata dura circa 1 ora.

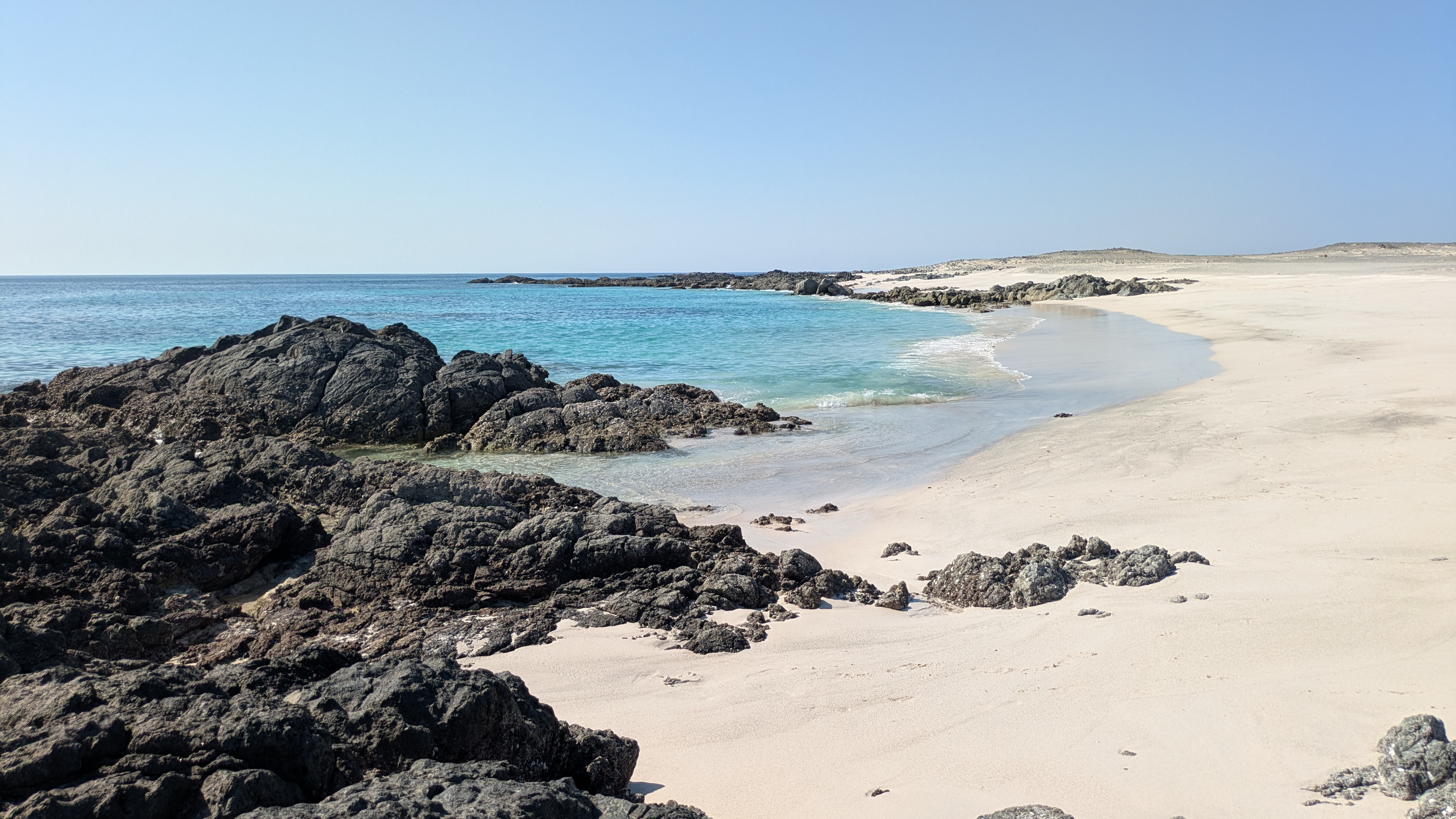
Una spiaggia nella punta meridionale di Masirah.